# 9478 Caldeyro
9478 Caldeyro è un asteroide della fascia principale. Scoperto nel 1960, presenta un'orbita caratterizzata da un semiasse maggiore pari a 3,0895471 UA e da un'eccentricità di 0,1432772, inclinata di 4,69536° rispetto all'eclittica.